# کوکو عین‌الجاج
کوکو عین‌الجاج (به عربی: کوکو عین الجاج) یک روستا در سوریه است که در ناحیه کفر تخاریم واقع شده‌است. کوکو عین‌الجاج ۶۳۷ نفر جمعیت دارد.